# قائمة مقالات علم الأحياء التطوري

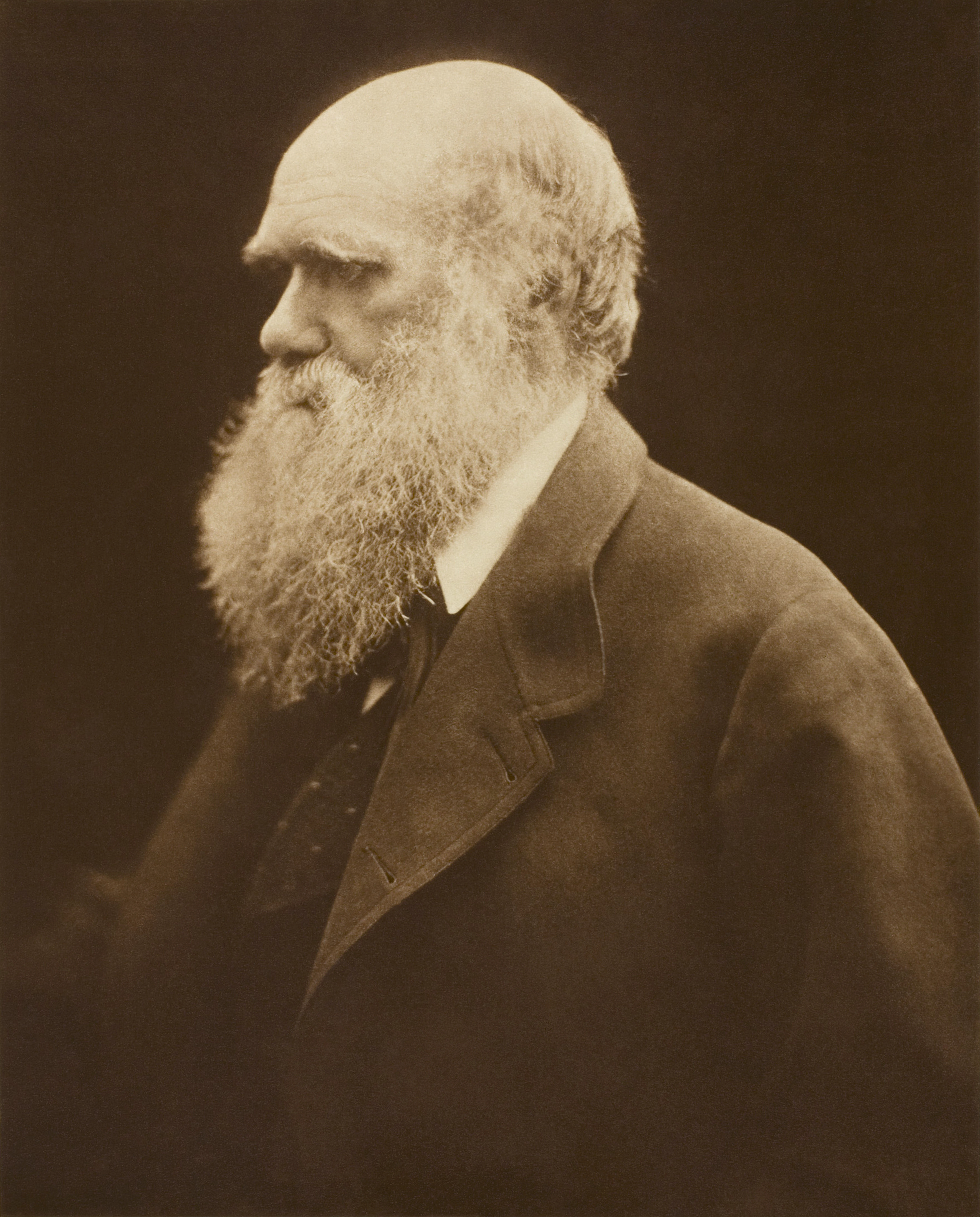
أسس تشارلز داروين علم الأحياء التطوري الحديث بعد نشر كتاب "أصل الأنواع" عام 1859

هذه قائمة المقالات التي تتناول علم الأحياء التطوري

## أ
أليل (وراثة) - إيثار - أركيوبتركس - اصطفاء اصطناعي - انتواع متباين الموطن - الانفجار الكامبري - التطور من المفهوم الجيني - اصطفاء اتجاهي - استئناس - استئناس الخيول - انتقاء بيئي - أشكال أجمل لانهاية لها (كتاب) - أدلة السلف المشترك - السعة التطورية - الزواج الأحادي في الحيوانات - التاريخ التطوري للحياة - التاريخ التطوري للنباتات - استراتيجية مستقرة تطوريا - انقراض - إدموند بريسكو فورد - التطور من المفهوم الجيني - انسياب المورثات - انحراف وراثي - إعادة التركيب الجيني - اختلاف وراثي - ارتباط جيني بيئي - التفاعل الجيني البيئي - الفرق بين النمط الجيني والوراثي - اصطفاء زمري - أثارية بشرية - اصطفاء القرابة - التحولات الرئيسية في التطور (كتاب) - إرنست ماير - اصطناع تطوري حديث - انهيار طفري - اصطفاء طبيعي - الطبيعة مقابل التنشئة - ألكسندر أوبارين - أصل الأنواع - أصل الطيور - أصل اللغة - انتواع محازي - إعادة التركيب الجيني - العناصر الجينية الأنانية - الجين الأناني - اصطفاء جنسي - الآثار الاجتماعية للنظرية التطورية - أثارية - ألفرد راسل والاس - إدوارد أوسبورن ويلسون - آدم صبغي واي

## ب
براسيكا زيتية - بيتر وروزماري غرانت - بيكايا - بيرنارد رينش

## ت
تحذير لوني - تكيف - تولد تلقائي - تشعب تكيفي - تواتر الأليل - تخلق تجددي - تكيف ضد المفترسات - تطبيقات التطور - تأسل - تراتب حيوي - تمويه - تخلق الرأس - تصنيف تفرعي - تكيف مناخي - تطور مشترك - تعاون (تطور) - تطور تقاربي - تفضيل نمط محدد من النغمات - تشارلز داروين - تطفير موجه - تطور موجه - تهجين الكلاب - تجربة تطور الإشريكية القولونية طويلة الأمد - تطور - تطور الدماغ - تطور الحيتانيات - تطور التعقيد الحيوي - تطور الديناصورات - تطور العين - تطور الأسماك - تطور الخيول - تطور الحشرات - تطور الذكاء عند الإنسان - تطور العظيمات السمعية لدى الثدييات - تطور الثدييات - تطور التكاثر الجنسي - تطور الخيلانيات - تطور رباعيات الأطراف - تطور الذئاب - تشعب تطوري - تصنيف تطوري - تطورية - تطور تجريبي - تكيف مسبق - تكرار (وراثة) - تجميعة الجينات - ترافق جيني - تدرجية - توريث (أحياء) - تراتب حيوي - تاريخ الفكر التطوري - تاريخ الانتواع - تنادد - تطور الإنسان - توماس هنري هكسلي - تلاؤم شامل - تشارلز لايل - تطور كبروي - تطفرية - تشعب تطوري بين الحقبتين الوسطى والحديثة - تطور صغري - تجربة ميلر-يوري - تنكر - تطور جزيئي - تطور فسيفسائي - تماثل متسلسل - تطور متواز - تطور العثة المفلفلة - تعدد الأشكال (علم الأحياء) - توازن نقطي - تعزيز (انتواع) - تطور الفيروسات

## ث
ثيودوسيوس دوبجانسكي

## ج
جدلية الخلق والتطور - جوزيف فيلسنشتاين - جزر غالاباغوس - جون هولدين - جوليان هكسلي - جان باتيست لامارك - جون ماينارد سميث - جورج برايس - جورج جايلورد سيمبسون - جورج ليديارد ستودارد - جين قافز - جورج س. وليامز

## ح
حد الخطأ (تطور) - حفرية حية - حدث انقراض - حواء الميتوكوندرية - حفرية انتقالية

## خ
خلة (النمط الظاهري) - خط زمني للتطور - خط والاس

## د
داروين (وحدة) - داروينية - ديناميكا تطورية - دابليو دي هاملتون - داروينية جديدة - ديناميكا سكانية

## ر
رباعيات الأطراف المائية الثانوية - ريتشارد دوكينز - رونالد فيشر - ريتشارد ليوونتين - رحلة البيجل

## س
سيرجي تشيتفيريكوف - سلف مشترك - سباق تسلح تطوري - ستيفن جاي غولد - سلالة محلية - سلف شامل أخير - ساعة جزيئية - سقاطة مولر - سلالة (أحياء) - سيوال رايت

## ش
شون بي كارول - شجرة تطور السلالات - شبه عرق - شجرة تطور السلالات - شجرة الحياة (أحياء)

## ص
صلاحية (أحياء) - صبغي متماثل

## ض
ضرب (تصنيف)

## ط
طفرة تكيفية - طب تطوري - طفرة (أحياء)

## ع
عرق (علم الأحياء) - علم الأحياء الزمني - عصافير داروين - علم الوراثة البيئي - علم الأحياء النمائي التطوري - علم الأعصاب التطوري - علم النفس التطوري - علم الوراثة التطوري البشري - علم المستحاثات اللافقارية - علم النواة الخلوية - عسر التكيف - علم التطور الثقافي - علم الأحافير الدقيقة - علم مستحاثات البشر - علم أحياء الحفريات - علم النباتات القديمة - علم الأحياء القديمة - علم الحفريات الحيوانية - علم الأحافير الفقارية - علم المستحاثات اللافقارية - عثة مفلفلة - علم الوراثة العرقي - عنق زجاجة سكانية - علم آثار ما قبل التاريخ - علم الأحياء الاجتماعي

## غ
غريغور يوهان مندل

## ف
فرع حيوي - فرضية الملكة الحمراء

## ق
قيمة إنجابية (وراثة سكانية) - قائمة العائلات الجينية - قائمة المستحاثات البشرية

## ك
كوينوفيليا

## ل
لغة - لاماركية - لا شيء منطقي في علم الأحياء إلا في ضوء التطور

## م
معامل الارتباط - مستنبت نباتي - معايش جواني - مخططات الصلاحية - مستحاثة - مبدأ هاردي-واينبيرغ - موتو كيمورا - مبادئ الجيولوجيا - معادلة برايس - مجمع أنواع - مثلث يو

## ن
نوع زمني - نظرية الاندماج - نظرية الألعاب التطورية - نمط جيني - نقل الجينات الأفقي - نسبة دعم نظرية التطور - نظرية تاريخ الحياة - نظام تزاوج - نسالة جزيئية - نظرية التطور الجزيئي المحايدة - نمط ظاهري - نموذج أشباه الأنواع - نظرية الاستعادة - نظرية الخروج من أفريقيا - نظرية انتقاء آر/كيه - نظرية الإشارات - نوع (تصنيف) - نويع - نشوء تعايشي

## هـ
هنري والتر بيتس - هرمان مولر - هندسة وراثية طبيعية

## و
وين شيونغ لي - والاسيا - وراثة مندلية - وراثة جسيمائية - وراثيات سكانية - وحدة اصطفاء